# Sipaneopsis
Sipaneopsis  es un género con siete especies de plantas con flores perteneciente a la familia de las rubiáceas.
Es nativo de  Colombia, Venezuela y nordeste de Brasil.

## Especies
- Sipaneopsis cururuensis J.H.Kirkbr. (1980).
- Sipaneopsis foldatsii Steyerm. (1967).
- Sipaneopsis huberi Steyerm. (1984).
- Sipaneopsis maguirei Steyerm. (1967).
- Sipaneopsis morichensis Steyerm. (1967).
- Sipaneopsis pacimonensis Steyerm. (1967).
- Sipaneopsis rupicola (Spruce ex K.Schum.) Steyerm. (1967).